# Hyperolius concolor
Hyperolius concolor är en groddjursart som först beskrevs av Hallowell 1844.  Hyperolius concolor ingår i släktet Hyperolius och familjen gräsgrodor. IUCN kategoriserar arten globalt som livskraftig. Inga underarter finns listade i Catalogue of Life.